# 古袱紗
古袱紗（こぶくさ）とは、茶道の一部流派において、茶席での茶器の拝見や点て出しの際に用いられる小型の布である。

## 用途
茶席において、点てられた抹茶を運ぶ際に茶碗の下に敷いたり、また流派・点前によっては茶器の拝見の際に畳の上に広げて同様に拝見する。一方、表千家では用いられない。
茶碗を運んだ後は二つに折りたたみ、懐中（懐にしまう）する。客側は、古袱紗のわさを左側に折り返し、新たにできた折り目の部分（わさ）を下側にして、懐紙・袱紗とともに懐中する。

## 生地
名物裂（めいぶつぎれ、めいぶつれつ織柄の決まった模様）や緞子（どんす）などが主に用いられるが、材質や色柄等は様々。主に男性は寒色系や緑・紫など、女性は暖色系の色のものを使用するが、袱紗ほど厳密な決まりはなく、柄や色によっては男女で使い回すこともある。梅・桜・雪など季節を連想させる柄は、季節感を尊ぶ茶道においてはその時期以外はあまり好んで用いられることはない。ただし、桜については日本を代表する花として通年使用できる場合もある。
大きさは袱紗の4分の1程度で、横幅が若干長いほぼ正方形の形をしており、男性用・女性用ともに同じ寸法。右側に縫う際に折りたたまれて縫い目のない「わさ」がある。